# Смоленщина (село)
Смоле́нщина — село в Иркутском районе Иркутской области России. Административный центр и единственный населённый пункт Смоленского муниципального образования.

## География
Расположено на правом берегу реки Иркут, при впадении в неё реки Олхи, в 10 км к западу от Иркутска.
На территории села находится несколько озёр, в том числе искусственных.

## История
С 1839 года на поселении в Смоленщине находился декабрист В. А. Бечаснов, именем которого названа одна из улиц села (бывшая улица Мира).
В советские времена работали два крупных предприятия — экспедиция «Байкалкварцсамоцветы» и деревообрабатывающий комбинат. Действовала ферма совхоза «Кайский», где выращивали телят и дойных коров. Обрабатывались поля, сажали картофель, кабачки, капусту, свёклу и немного зерновых.

## Инфраструктура
В селе находится:
- Церковь Казанской иконы Божией Матери
- Администрация Смоленского муниципального образования Иркутской области
- Детский сад
- Продуктовые магазины
- Парикмахерская
- Врачебная амбулатория
- Смоленская средняя общеобразовательная школа
- Питомник сибирских хаски
- Памятник "Павшим солдатам"
- ФКУ Управление автомобильной магистрали Красноярск-Иркутск Федерального дорожного агентства
- Смоленское кладбище
- МФЦ
- Почтовое отделение Почты России
- Клуб пейнтбола, гидробола и лазертага
- Мини-отель "Смоленщина"
- Участковый пункт полиции
- Музей минералов
- Дом культуры

## Население
| 2002  | 2010  | 2011  | 2012  | 2013  | 2014  | 2015  |
| ----- | ----- | ----- | ----- | ----- | ----- | ----- |
| 2387  | ↗3214 | ↗3236 | ↗3470 | ↗3745 | ↗3956 | ↗3999 |
| 2016  | 2017  | 2021  |       |       |       |       |
| ↗4162 | ↗4333 | ↗5899 |       |       |       |       |

## Транспорт
В селе расположен железнодорожный остановочный пункт на линии «Иркутск-Пассажирский» — «Слюдянка I», открытый в 1956 году.
По восточной окраине села проходит Култукский тракт (участок Иркутск — Култук федеральной автодороги Р258 «Байкал»).

## Медузы
В 2007 году в одном из искусственных озёр Смоленщины были найдены пресноводные медузы Craspedacusta sowerbyi. Это первая находка медуз в Сибири. Считается, что они попали в озеро случайно, за несколько лет до находки.